# The Butcher and the Butterfly
The Butcher and the Butterfly är det brittiska bandet Queen Adreenas tredje album, släppt 2005.

## Låtlista
1. "Suck" – 3:19
2. "Medicine Jar" – 3:48
3. "Ascending Stars" – 4:21
4. "Join the Dots" – 4:22
5. "Pull Me Under" – 4:23
6. "Racing Towards the Sun" – 2:43
7. "Wolverines" – 4:26
8. "Birdnest Hair" – 3:55
9. "Princess Carwash" – 3:58
10. "In Red" – 3:21
11. "FM Doll" – 3:19
12. "Black Spring Rising" – 3:38
13. "Childproof" – 3:37
14. "Princess Carwash" (Slight Reply) – 3:09
15. "Cold Light of Day" – 3:04
16. "Butcher and the Butterfly" – 3:51